# Danièle Gilbert
Pour les articles homonymes, voir Gilbert.
Danièle Gilbert, née le 20 mars 1943 à Clermont-Ferrand dans le Puy-de-Dôme, est une animatrice de télévision française.

## Biographie

### Jeunesse (1943-1964)
Danièle Gilbert naît d'une mère professeur de latin d'origine alsacienne, Hélène Berthe Loth (1921-2010) et d'un père d'ascendance suédoise, Pierre Marc Octave Gilbert (1912-1971). Son père lui donne ce prénom car il est admirateur de Danielle Darrieux. Résistant, il est arrêté par la Gestapo et envoyé le 2 juillet 1944 au camp de concentration de Dachau. Il en revient à la Libération très diminué, mais heureux de vivre, selon sa fille qui estime avoir hérité de son optimisme combatif. Il meurt en 1971. La famille s'installe à Guéret où sa mère a été nommée maître auxiliaire puis retourne vivre à Clermont-Ferrand dans les années 1950. À onze ans Danièle entre au lycée Jeanne d'Arc de la ville.
Malgré ce passif douloureux vis-à-vis de l'Allemagne, Danièle Gilbert choisit de devenir professeure d'allemand, et passe une licence de cette langue. Pendant ses études supérieures, elle fait du théâtre en amateur.
Danièle Gilbert est adoptée pupille de la Nation par jugement du Tribunal Civil de Clermont-Ferrand le 21 avril 1960.

### Émergence et succès (1964-1981)

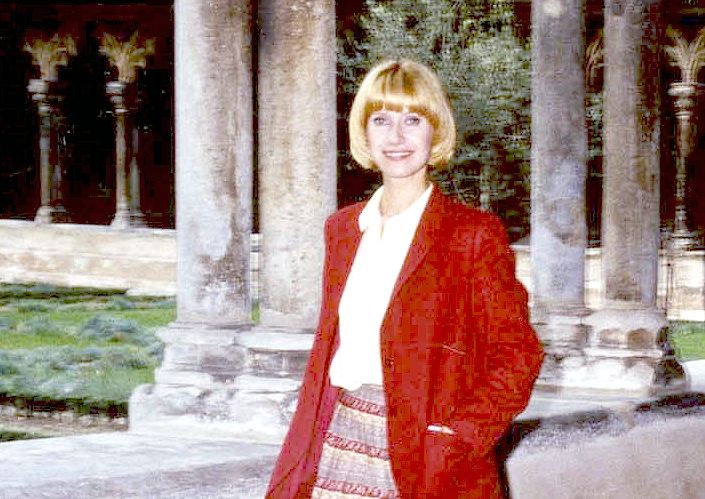
Danièle Gilbert en 1981, à Toulouse.

Danièle Gilbert fait ses débuts à la télévision en 1964, dans le tout nouveau Centre d'actualité de Clermont-Ferrand, antenne locale de l'ORTF Télévision Rhône-Alpes. Choisie après avoir été candidate dans l'émission Le bal des speakerines, elle devient speakerine et présente la météo locale, « pour [se] faire de l'argent de poche ». Puis elle devient journaliste, assurant les reportages de la station.
En 1966, Anne-Marie Peysson est enceinte, Danièle Gilbert se rend alors à Paris afin de faire des essais, en vue éventuellement de la remplacer, mais finalement la présentatrice vedette n'est pas remplacée. Un an plus tard, après avoir visionné les bobines des essais des nombreuses candidates et l'avoir choisie, Max Favalelli lui confie la présentation de sa première émission nationale : Sept jours, deux chaînes diffusée le samedi de midi et demi à treize heures ; c'est le 18 février 1967 qu'elle présente pour la première fois une émission nationale. Elle participe aussi au journal de l'Île-de-France. Elle va dès lors devenir une célébrité de la télévision, enchaînant durant treize ans les émissions de variétés de la mi-journée : tout d'abord Midi Magazine - Midi Chez Vous de septembre 1968 à décembre 1971. Jacques Martin, qui coprésente avec elle Midi Magazine, l'affuble à cette occasion du surnom de « La grande Duduche », inspiré par la bande dessinée Le Grand Duduche de Cabu. C'est à cette période que son père meurt d'un cancer à 58 ans.
Du 3 janvier au 4 mars 1972, elle anime Télé Midi 72, puis Midi Trente à partir du lundi 6 mars 1972 à décembre 1974 sur la première chaîne de l'ORTF. À partir du 6 janvier 1975, date de création de TF1, elle anime quotidiennement et en direct Midi Première. Entre 1968 et 1982, Danièle Gilbert recevra pratiquement toutes les grandes vedettes françaises de la chanson.

### Éviction par le gouvernement socialiste et semi-traversée du désert (1981-2003)
Danièle Gilbert est une animatrice populaire ainsi que son émission Midi Première qui connaît un grand succès en termes d'audience. Native de Chamalières, ville dont Valéry Giscard d'Estaing est maire de 1967 à 1974, Danièle Gilbert exprime publiquement sa sympathie pour celui-ci, l'ayant invité dans son émission et ayant participé à ses comités de soutien lors des élections présidentielles de 1974 et 1981.
À la suite de l'élection du socialiste François Mitterrand à la présidence de la République et de l'arrivée de la gauche au pouvoir en mai 1981, elle est remerciée en décembre 1981 de la télévision par André Harris et Pierre Bouteiller. La dernière émission de Midi première est diffusée le 1er janvier 1982, après treize ans d'antenne dans la même tranche horaire. Licenciée économique, elle est remplacée par Anne Sinclair qui, elle, a soutenu François Mitterrand, avec l'émission Les Visiteurs du jour qui ne restera à l'antenne que six mois.

Danièle Gilbert ne retrouvera dès lors plus d'émission régulière. Commence une traversée du désert, durant laquelle elle participe principalement à des animations dans des centres commerciaux, supermarchés, galas, foires-expositions et foires à la brocante, où elle gagne mieux sa vie qu'à la télévision : 

« Maintenant, c'est assez dur, bien sûr, pas matériellement car je gagne plutôt mieux ma vie que lorsque j'étais à la télé, mais j'adorais tellement ce métier. »

 En février 1983, elle est engagée dans un cirque par Jean Richard pour y être Madame Loyale et présenter les numéros lors de la tournée du cirque Jean Richard.
Elle enregistre également quelques chansons. Elle se présente sur la liste de droite aux élections municipales de 1983 à Clermont-Ferrand. Élue conseillère municipale dans l'opposition, elle démissionne peu après. En 2008, elle se présente aux élections municipales à Châtellerault (Vienne), mais n'est pas élue.
En 1987, à l'occasion de l'alternance politique, Pierre Bellemare lui propose la présentation de Puisque vous êtes chez vous, mais le changement de direction à TF1 la conduit à démissionner. La même année, Etienne Mougeotte l'inscrira comme titulaire sur TF1, mais après cette inscription, on ne lui proposera aucun projet. En 1988, elle fait à nouveau beaucoup parler d'elle après avoir posé pour des photos de charme publiées dans le magazine Lui.
À la suite de dépôts de plaintes, elle est inculpée, en septembre 1989, d'escroquerie et de publicité mensongère pour avoir vanté les mérites de la « bague de Rê », un anneau censé procurer chance et bonheur à ceux qui la portaient, et séjourne sept jours en prison. Elle est condamnée en 1991 à 6 mois avec sursis et 200 000 francs d'amende par le tribunal de Grasse.
Cette affaire inspire le groupe Zebda qui enregistre le titre La bague à Danièle issu de leur premier album  L'Arène des rumeurs paru en 1992.
En 1992, elle rebondit à la radio en animant avec Didier Gustin une émission quotidienne sur RMC, Tout le monde déguste, suivie en 1993 de Allô Danièle. Ses tentatives de retour à la télévision en tant qu'animatrice, Télé Délires sur TF1 en 1995 et La Bonne Humeur sur France 3 Île-de-France en 1997 se soldent par de nouveaux échecs. Elle tient par ailleurs une chronique dans France Dimanche.
En 2000, elle rejoint l'équipe de alatele.com, chaîne de télévision sur Internet lancée par Michel Field.

### Retours au succès limité (depuis 2004)
Elle participe comme candidate à l'émission de téléréalité La Ferme Célébrités sur TF1, d'avril à juin 2004, jouant pour l'association Art Child. S'ensuit la sortie d'un nouveau single, C'est la ferme, sorte de ré-adaptation de la musique de la chanson La fête de Michel Fugain et le Big Bazar sur des paroles ayant trait à l'émission, mais aussi mélangées avec un enregistrement du poème de Jacques Prévert Je suis comme je suis, déjà enregistré par Danièle Gilbert en 1993. Le single C'est la ferme ! se classe modestement au hit-parade durant l'été 2004.
En 2012, elle joue dans un épisode de la série de réalité scénarisée de France 2, Le jour où tout a basculé.
Le 28 mars 2014, elle participe pour la première fois en tant que chroniqueuse à l'émission Les pieds dans le plat de Cyril Hanouna sur Europe 1. Entre 2016 et 2017 elle est en tournée pour la pièce de théâtre Lit d'embrouilles, dont elle partage la tête d'affiche avec Anthony Dupray.
En 2019, elle anime le spectacle musical Danièle Gilbert et les idoles de Midi première qui accueille des artistes reprenant les standards des personnalités invitées dans l'émission Midi Première.
Le 25 janvier 2020, elle est la présentatrice de Miss Élégance France, deuxième concours de beauté de France.
En septembre 2024 elle est chroniqueuse dans l’émission Touche pas à mon poste ! sur C8.

## Vie privée
Elle était depuis 1991, la compagne du producteur Patrick Scemama, mort en 2018,.
Danièle Gilbert a un frère, Yves, né en 1952.

## Émissions de télévision

### Animatrice
- 1964 - 1967 : présentation des programmes sur Télé Auvergne (ORTF)
- 1967 - 1968 : Sept et deux (Première chaîne de l'ORTF)
- 1968 - 1972 : Midi Magazine (Première chaîne) avec Jacques Martin
- 1972 : Télé Midi 72 (Première chaîne) avec Jean-Michel Desjeunes
- 1972 - 1974 : Midi Trente (Première chaîne)
- 1975 - 1982 : Midi Première (TF1)
- 1987 : Les Grandes oreilles, jeu télévisé co-présenté avec Éric Galliano dans le cadre du programme Puisque vous êtes chez vous (TF1)
- 1995 : Télé Délires (TF1)  co-présenté avec Gérald Dahan
- 1997 : La Bonne Humeur (France 3 Île-de-France)
- 2022 : Un été inoubliable (Pickx+ - Belgique)

### Participante
- 2004 : La Ferme Célébrités (saison 1) sur TF1 : candidate
- 2005 : Celebrity Dancing sur TF1 : candidate
- 2019 : Un dîner presque parfait - « Spéciale animateurs » sur W9 : candidate
- 2024 : Touche pas à mon poste ! sur C8 : chroniqueuse

## Radio
- 1975-1976 : Au service des auditeurs (Europe 1)
- 1992-1994 : Tout le monde déguste avec Didier Gustin (RMC)
- 1993-1994 : Allô Danièle (RMC)[21]
- 2014 : chroniqueuse exceptionnelle le 28 mars 2014 dans Les Pieds dans le plat présentée par Cyril Hanouna sur Europe 1, en remplacement de Thierry Geffrotin, indisponible ce jour-là.

## Filmographie
- 1970 : Les voyages de Madame Berrichon, téléfilm de Georges Folgoas
- 1996 : Le garçon sur la colline, téléfilm de Dominique Baron : Madame Bonname
- 2003 : Les Clefs de bagnole, film de Laurent Baffie : une femme du happy end qui sonne à la porte
- 2008 : Disco, film de Fabien Onteniente : elle-même
- 2012 : Un Marocain à Paris, film de Saïd Naciri : Béatrice
- 2012 : Le jour où tout a basculé (réalité scénarisée) - épisode Mon mari et sa maîtresse m'ont manipulée : Rose

## Discographie
- Donnez-nous des jardins
- Scusez-moi, m'sieur Antoine (1971)
- Adieu l'année (1973) no 43 du Top 50 France[22]
- Je ne vous oublie pas (1985)
- Le Petit Chaperon bleu (1985)
- Boum boum (1986)
- Bonne fête maman (1988)
- La Bouche en cœur (1988)
- Les Idées folles (1988)
- Je suis comme je suis (1993)
- C'est la ferme ! (2004)

## Théâtre
- 1977 : La rose et le chou-fleur, de Jacques Pierre, au Théâtre La Bruyère
- 2008 : Monique est demandée caisse 12 de Raphaël Mezrahi, mise en scène de Philippe Sohier
- 2009 : Presse pipole d'Olivier Lejeune, mise en scène de l'auteur, théâtre du Palais-Royal
- 2011 : Rassurons les autruches de Philippe Sohier
- 2016 : Lit d'embrouilles de François Janvier
- 2020 : Les 3 Glorieuses, avec Sophie Darel, Evelyne Leclercq, pièce de Bruno Druart et Patrick Angonin, mise en scène de Jean-Philippe Azema
- 2021 : Grosse Chaleur de Laurent Ruquier, mise en scène d'Anthony Marty, tournée.

## Publications
- Je reviendrai, éd. Michel Lafon-Carrère, 1984
- S'il vous plaît, M. le Président, TF1 Éditions, 1996
- La-grandeduduche.fr, éd. Pascal Petiot, 2007   (ISBN 978-2848140506)
- « Il faut que je vous raconte... », Talent Éditions, 2018

### Sources
« Extraits du livre Je reviendrai », Télé 7 Jours, no 1254,‎ semaine du 9 au 15 juin 1984